# Alaskan Bush People
Alaskan Bush People was een Amerikaanse scripted realityserie die de avonturen volgde van de familie Brown, en hun poging te overleven in de wildernis, weg van de moderne samenleving in een uithoek van Alaska.
De serie startte op 6 mei 2014 en werd uitgezonden op Discovery Channel. De serie is gefilmd op locatie nabij Hoonah en Chichagof Island in Alaska. In latere seizoenen trok de familie Brown naar Okanogan County in de Amerikaanse staat Washington.
Na het overlijden van vader Billy in 2021 is er nog een veertiende seizoen opgenomen en uitgezonden in 2022. De meeste van de familieleden zijn hierna hun eigen weg gegaan.

## Familie
De familie Brown bestaat uit:
- Billy Bryan Brown (Billy) (1952-2021)
- Amora Larene Branson Brown (Ami)
- Matthew Jeremiah Brown (Matt)
- Joshua Brown (Bam Bam)
- Isaiah Solomon Brown (Bear)
- Gabriel Starbuck Brown (Gabe)
- Noah Darkcloud Brown (Noah)
- Amora Jean Snowbird Brown (Birdy)
- Merry Christmas Kathryn Raindrop Brown (Rain)
- Rhain Alisha Brown (Noahs vrouw)
- Elijah Connor Brown (Noahs zoon)
- Raquell Rose Pantilla Brown (Gabes vrouw)
- River Anthony Brown (Bears zoon)

## Afleveringen
| Seizoen | Afleveringen | Uitgezonden tussen                   |
| ------- | ------------ | ------------------------------------ |
| 1       | 5            | 6 mei 2014 - 15 juni 2014            |
| 2       | 8            | 2 januari 2015 - 20 februari 2015    |
| 3       | 8            | 22 mei 2015 - 24 juli 2015           |
| 4       | 8            | 11 november 2015 - 6 januari 2016    |
| 5       | 10           | 6 mei 2016 - 15 juli 2016            |
| 6       | 8            | 4 januari 2017 - 22 februari 2017    |
| 7       | 8            | 21 juni 2017 - 23 augustus 2017      |
| 8       | 9            | 19 augustus 2018 - 30 september 2018 |
| 9       | 5            | 3 maart 2019 - 31 maart 2019         |
| 10      | 7            | 4 augustus 2019 - 15 september 2019  |
| 11      | 8            | 4 december 2019 - 29 januari 2020    |
| 12      | 8            | 23 augustus 2020 - 11 oktober 2020   |
| 13      | 11           | 19 september 2021 - 21 november 2021 |
| 14      | 11           | 2 oktober 2022 - 4 december 2022     |